# Françoise-Madeleine d'Orléans
Titre
Duchesse de Savoie
4 mars 1663 – 14 janvier 1664
(10 mois et 10 jours)
Françoise-Madeleine d’Orléans, née le 13 octobre 1648 au château de Saint-Germain et morte le 14 janvier 1664 au Palais royal, Turin est une princesse de la maison d’Orléans qui devient, par son mariage avec Charles-Emmanuel II, duchesse de Savoie.
Troisième enfant du prince Gaston de France, « Monsieur » (1608-1660), duc d’Orléans et de sa seconde épouse Marguerite de Lorraine (1615-1672), Françoise-Madeleine est nommée « Mademoiselle de Valois ».

## Famille
Elle est une cousine germaine de Louis XIV, de son épouse, la reine née Marie Thérèse d'Autriche, de Charles II d'Angleterre  et de sa sœur Henriette d'Angleterre (épouse en 1660 du frère de Louis XIV) et de Charles-Emmanuel II de Savoie.
Françoise-Madeleine d'un caractère doux et conciliant est la préférée de sa demi-sœur l'impétueuse « Grande Mademoiselle » qui la traite comme la fille qu'elle n'a pas eue.

## Une famille disgraciée
Son père ayant intrigué contre la reine-mère Anne d’Autriche pendant la Fronde, la famille du prince est condamnée à se retirer sur leurs terres de Blois où Françoise-Madeleine et ses sœurs sont élevées. Les princesses ont pour compagnes de jeux les filles de la noblesse locale parmi lesquelles Louise de La Vallière.

## Le mariage du roi

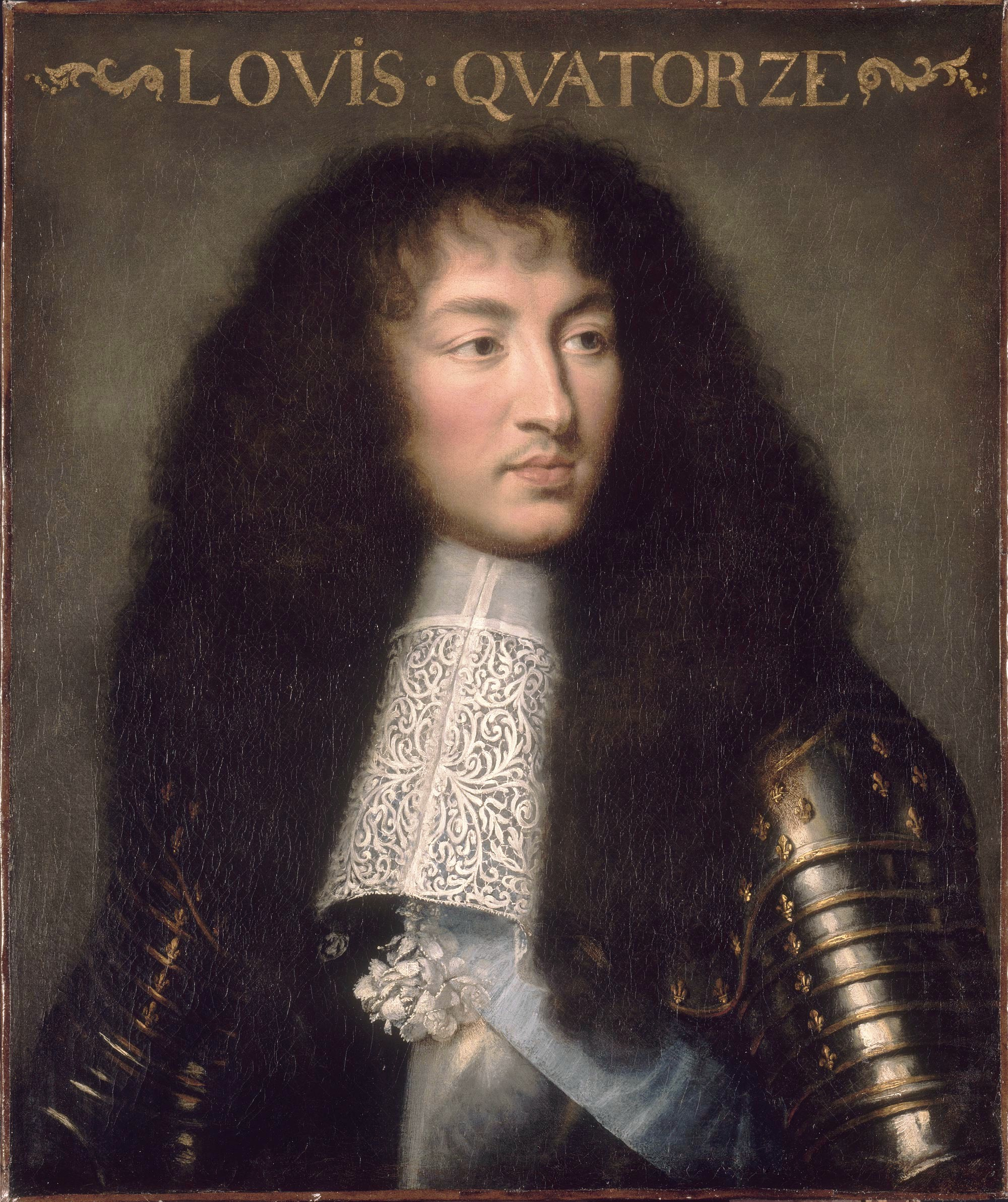
Louis XIV : le royal cousin règne aussi sur ses cousines

À la fin des années 1650, la France attend le mariage de son jeune roi Louis XIV. Le duc et la duchesse d’Orléans espèrent que leur fille aînée Marguerite-Louise d’Orléans soit l’élue. Le mariage scellerait la réconciliation avec la cour et le retour en grâce des Orléans.
De même, outre Alpes, l’idée d’un mariage royal ne semble pas déplaire à Christine de France, sœur de Gaston d’Orléans et tante du roi, duchesse douairière et ancienne régente de Savoie, que le respect qu’elle inspire fait nommer « Madame royale ». En effet, désireuse de conserver son influence et l’alliance de son pays d’adoption avec sa patrie d’origine, elle espère marier une de ses filles à Louis XIV.
Tout cela n’est qu’un jeu politique imaginé par le cardinal-ministre Mazarin, la reine-mère Anne d’Autriche et le roi car la fiancée est déjà choisie. Il faut en revanche que les Français puissent signer le contrat de mariage dans les meilleures conditions.
Par le traité des Pyrénées de 1659, il est décidé que Louis XIV épousera sa cousine l’infante Marie-Thérèse d’Autriche, fille du roi Philippe IV d'Espagne et d'Élisabeth de France. La déception est grande à Blois et à Turin.
Le duc d’Orléans meurt l’année suivante et la duchesse Marguerite, devenue duchesse douairière d’Orléans, s’installe avec ses filles dans leur palais du Luxembourg à Paris.

## Carnets blancs: politique et cousinades

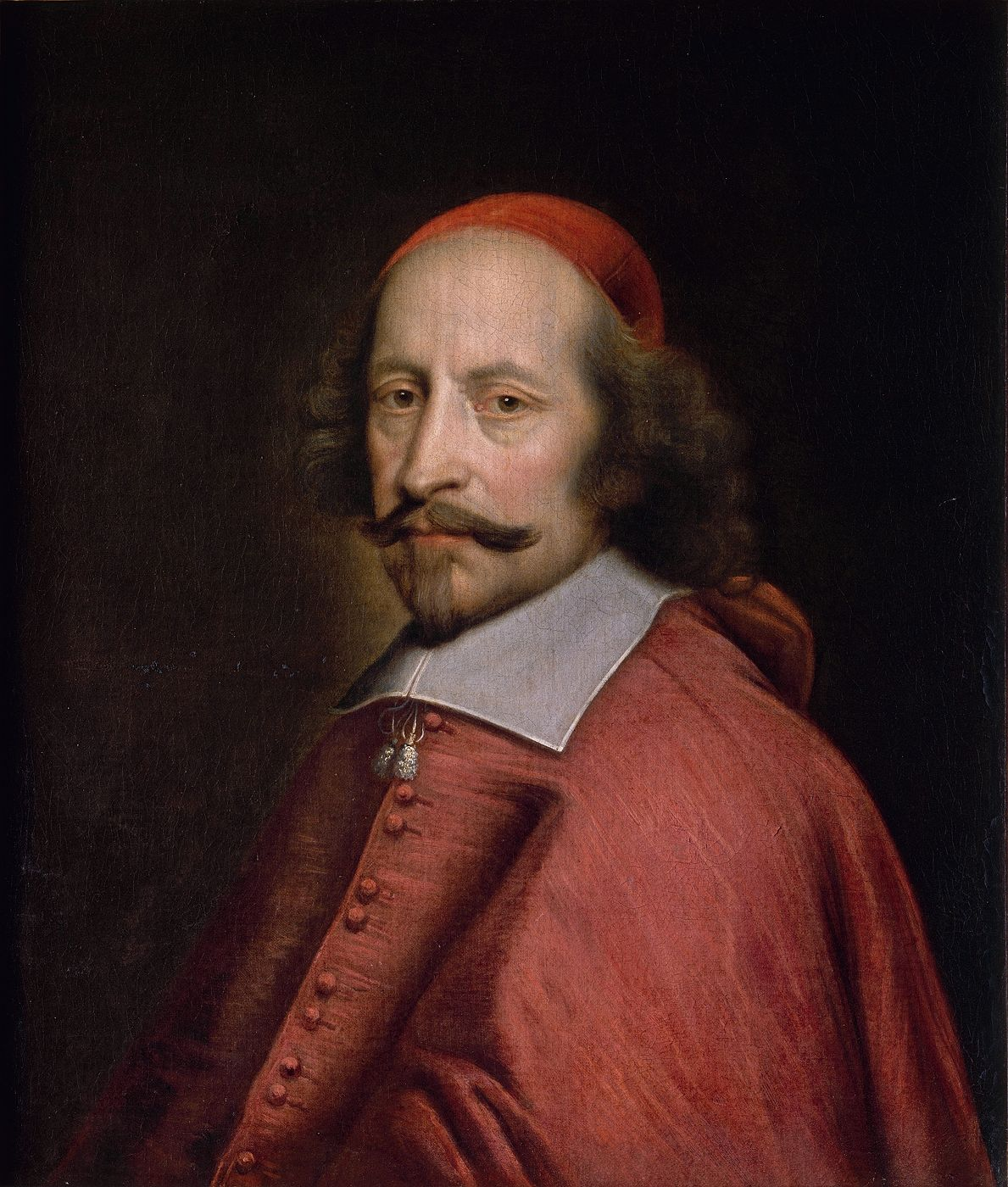
Le cardinal Mazarin, parrain et ministre du roi

Cependant la politique ne s'arrête pas aux déconvenues personnelles des protagonistes.
En 1661, Marguerite-Louise d'Orléans, sœur aînée de Françoise-Madeleine, bien qu'éprise de son cousin Charles de Lorraine, neveu du duc Charles IV et de la duchesse douairière d'Orléans, est mariée au grand-duc Cosme III de Toscane afin de conforter l'influence française en Italie.
Charles de Lorraine se fiance alors à Marie-Jeanne, dite « Mademoiselle de Nemours », une autre cousine du roi - petite fille de César de Vendôme, bâtard de Henri IV - Française mais membre d'une branche cadette de la maison de Savoie.
Cependant, le duc Charles IV de Lorraine, oncle du promis, rompt l'alliance qui l'assujettissait à Louis XIV. Le prince Charles, ne pouvant rester dans une cour devenue ennemie, doit quitter la France et rompre ses fiançailles.
Dans le même temps, la duchesse douairière de Savoie, en politique avisée, réagit promptement et propose de marier son fils à  « Mademoiselle de Nemours ».
Pour autant, le puissant cardinal-ministre Mazarin ne trouve pas « Mademoiselle de Nemours »  suffisamment docile et lui préfère « Mademoiselle de Valois », plus douce mais aussi plus jeune et, espère-t-il, plus malléable.
Le cardinal meurt en 1661 après avoir conclu les modalités du contrat de mariage.

## La plus brève duchesse  de Savoie

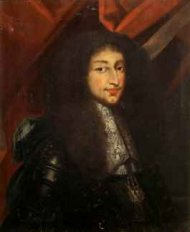
Charles-Emmanuel II, duc de Savoie

La cérémonie par procuration a lieu au Palais du Louvre le 4 mars 1663. La nouvelle duchesse de Savoie rejoint son mari à Annecy où l'on procède au mariage en personne le 3 avril 1663. Le couple part pour Turin, capitale de ses États.
En octobre suivant, la nouvelle duchesse de Savoie fête son quinzième anniversaire.
Christine de France, ex-régente de Savoie, qui avait fondé sa politique sur l'alliance franco-savoyarde, s'éteint le 27 décembre de cette même année 1663.
Quant à la nouvelle duchesse, Françoise-Madeleine, elle meurt deux semaines après sa belle-mère et tante le 14 janvier 1664 sans avoir eu d'enfant. Elle détient le triste record d'avoir été la plus brève duchesse de Savoie.
Afin de conserver son alliance avec la France mais faute de princesse du sang disponible, le duc se remarie dès l'année suivante avec sa fameuse cousine française de la branche de Nemours Marie-Jeanne-Baptiste de Savoie.

## Titres
- 13 octobre 1648 – 4 mars 1663 Son Altesse Royale « Mademoiselle de Valois », petite-fille de France.
- 4 mars 1663 – 14 janvier 1664 Son Altesse Royale Madame la duchesse de Savoie.